# Фёдоров, Александр Васильевич (архитектор)
Александр Васильевич Фёдоров (7 февраля 1892, Санкт-Петербург — 18 апреля 1952, Ярославль) — советский архитектор, главный архитектор Ярославля в 1941—1952 гг.

## Биография

### Ранее годы
Родился 7 февраля 1892 года в Санкт-Петербурге. Родители Александра были родом из Романов-Борисоглебского уезда Ярославской губернии. В 1909 году поступил в Санкт-Петербургский технологический институт. Позже перешёл в Институт гражданских инженеров имени Николая I. В 1916 окончил Военно-строительные курсы. В 1921 году защитил дипломный проект и получил работу в Ярославле в качестве гражданского инженера.

### Карьера
В 1922—1924 годах работал в губернском Комитете государственных сооружений. Был участником реставрационной мастерской для организации работ по восстановлению зданий в ходе белогвардейского мятежа. В 1925 году принимал участие в работе в отделах строительства завода АСЕА (ныне — ОАО «Элдин»), на Автозаводе (ныне — ОАО «Автодизель»).
В 1937 году работал в Ярославском городском коммунальном отделе архитектором и начал генплан по благоустройству города. В начале 1930-х годов выступал со статьями на страницах газеты «Северный рабочий», так как являлся автором некоторых новых градостроительных решений. 13 сентября 1941 года стал главным архитектором Ярославля. В ноябре был мобилизован и до марта 1942 года руководил строительством оборонительных сооружений на подступах к Москве. Весной 1942 вернулся на должность главного архитектора.
В 1944 году была принята концепция благоустройства города. Первым её воплощением стал проект «Новая Волжская набережная». Фёдоров выполнил ряд эскизных проектов ключевых элементов благоустройства: спуск на нижнюю террасу сквера Михайловского поля («пятачка»), проект главной аллеи и спуск на «Стрелке» с трехуровневой лестницей, смотровыми площадками, группой скульптур. По окончании войны по его проектам были оформлены интерьеры здания филармонии, Ярославского планетария, построен четырёхэтажный жилой дом № 85 на улице Свободы, разработана троллейбусная трасса первой очереди, проводилась реконструкция Московской улицы.
Преподавал в строительном техникуме в 1948 году.
В течение ряда лет избирался депутатом Ярославских областного и городского Советов депутатов трудящихся, возглавлял комиссию по сохранности и реставрации памятников архитектуры.

### Смерть
Умер 24 апреля 1952 года. Похоронен на кладбище на Туговой горе.